# Kentarō Shigematsu
Kentarō Shigematsu (japanisch 重松 健太郎 Shigematsu Kentarō; * 15. April 1991 in der Präfektur Tokio) ist ein japanischer Fußballspieler.

## Karriere
Kentarō Shigematsu erlernte das Fußballspielen in der Jugendmannschaft von FC Tokyo. Hier unterschrieb er 2010 auch seinen ersten Profivertrag. Der Verein spielte in der ersten japanischen Liga, der J1 League. Die Saison 2011 wurde er an den Ligakonkurrenten Avispa Fukuoka ausgeliehen. Für den Verein absolvierte er 25 Ligaspiele. 2012 kehrte er zu FC Tokyo zurück. Im Juli 2012 wechselte er bis Saisonende ebenfalls auf Leihbasis zum Zweitligisten Ventforet Kofu. Der Ehime FC lieh ihn die Saison 2013 aus. Für den Verein absolvierte er 25 Ligaspiele. Nach Vertragsende beim FC Tokyo wechselte er 2014 zum Tochigi SC. Für den Verein absolvierte er 20 Ligaspiele. 2015 wechselte er zum Drittligisten FC Machida Zelvia. 2015 wurde er mit dem Verein Vizemeister der dritten Liga und stieg in die zweite Liga auf. Für den Verein absolvierte er 95 Ligaspiele. 2018 wechselte er zum Ligakonkurrenten Kamatamare Sanuki. Am Ende der Saison 2018 stieg der Verein in die dritte Liga ab. Nach 142 Ligaspielen wechselte er zu Beginn der Saison 2023 nach Tottori zum ebenfalls in der dritten Liga spielenden Gainare Tottori. Hier bestritt er 34 Ligaspiele. Nach einer Spielzeit unterschrieb er im Januar 2024 einen Vertrag beim ebenfalls in der dritten Liga spielenden FC Osaka.